# NVIDIA DRIVE
NVIDIA DRIVE是NVIDIA旗下的一个端到端自动驾驶平台，于2015年发布。

## 硬件
NVIDIA DRIVE 硬件包括车载计算机（DRIVE AGX）、参考架构（DRIVE Hyperion）、数据中心托管模拟平台（DRIVE Constellation）、深度神经网络（DNN）、培训平台（DGX），还有软件开发工具包（SDK）、以加速自动驾驶汽车（AV）的开发。
NVIDIA DRIVE AGX Xavier是为L2+级和L3级驾驶设计的，可以提供的计算达每秒30TOPS（万亿次）。
NVIDIA DRIVE AGX Pegasus是为了L4级和L5级驾驶设计的处理器，可以提供的计算达每秒320TOPS（万亿次）。

## 软件
NVIDIA DRIVE软件包括DRIVE IX、DRIVE AV、NVIDIA DriveWorks™、NVIDIA DRIVE OS

## 应用
英伟达与沃尔沃卡车合作在Nvidia Drive上研发自动驾驶卡车的AI平台。